# Geir Ivarsøy
Geir Ivarsøy (27 de juny del 1957 - 9 de març del 2006) fou el cap de programadors a Opera Software. Jon Stephenson von Tetzchner i ell formaven part del grup d'investigadors de la companyia telefònica estatal noruega (actualment Telenor) on desenvoluparen el navegador web anomenat Multitorg Opera. Telenor abandonà el projecte, però el 1995 Geir i Jon varen obtenir els drets sobre el software i varen formar llur pòpia companyia per continuar desenvolupant-l'hi. Aquest projecte és el que més tard es conegué com a Opera.
Geir Ivarsøy té la fama d'haver implementat el 1998 Cascading Style Sheets a la versió 3.5 d'Opera en tan sols 3 mesos.
En una junta directiva del 2005, Geir Ivarsøy va expressar-hi el desig de renunciar com a membre directiu a Opera Software, però tot i així, va mantenir-se com a membre actiu a la companyia. El juny del 2005 va ser escollit com a membre del comitè de nominacions de la companyia.
Geir va morir el març del 2006 després d'una llarga batalla contra el càncer. Les seves restes foren enterrades el 17 de març a l'església Kirke, a Oslo.
Les versions finals del navegador web Opera 9 i Opera 10 estan dedicades a la seva memòria.